# Willigen (Schattenhalb)

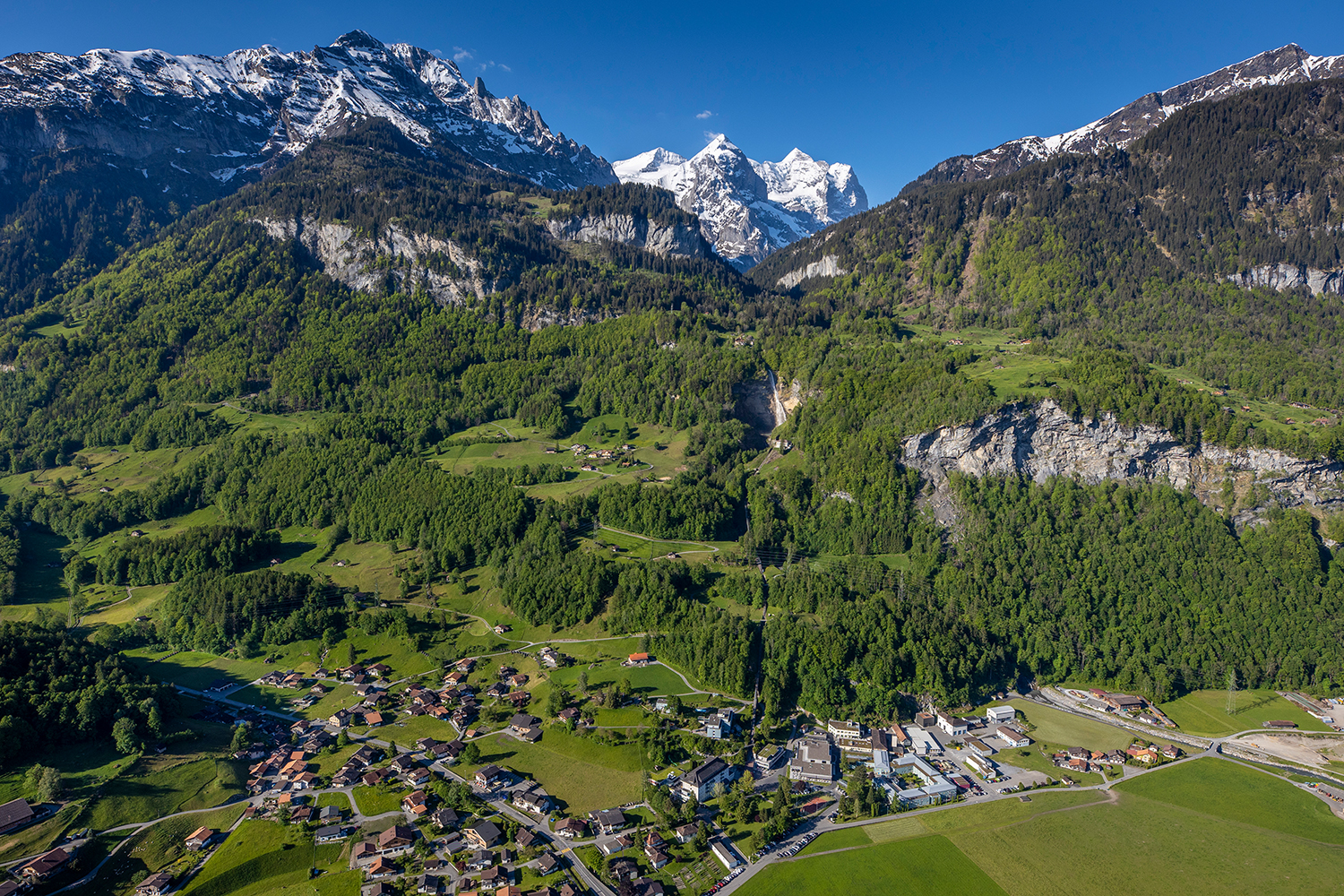
Blick auf Willigen, in der Bildmitte der Reichenbachfall und im Hintergrund die Wetterhorngruppe

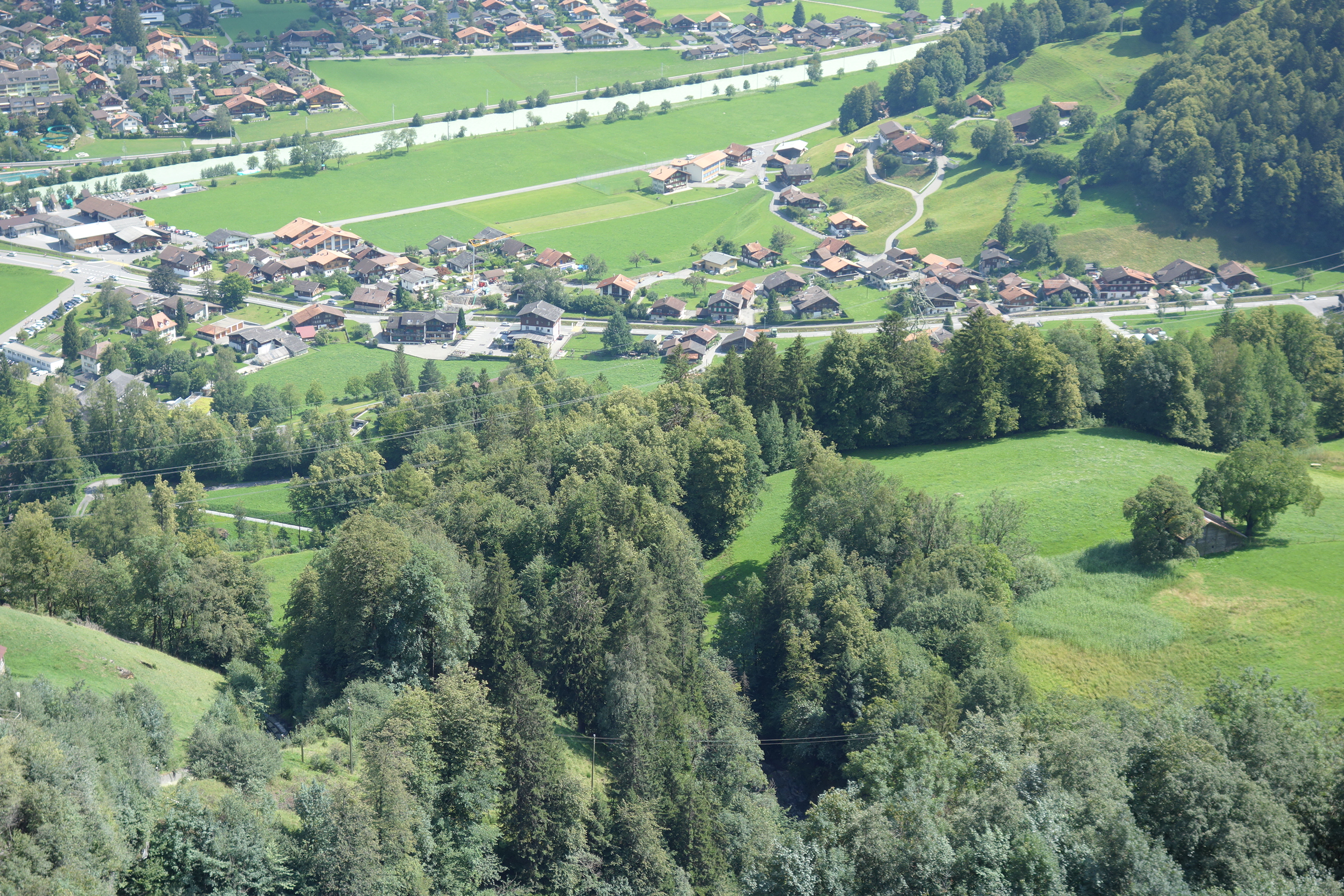
Willigen von der Reichenbachfall-Bahn

Willigen ist die Kernsiedlung der Gemeinde Schattenhalb im Schweizer Kanton Bern. 
Das Dorf liegt in derselben Talebene wie der Bezirkshauptort Meiringen südlich der Aare und nordöstlich der Reichenbachfälle.
Von Willigen aus gelangt man zum westlichen Zugang der Aareschlucht. Weiter führt die Hauptstrasse nach Innertkirchen, dem Passfussort von Grimsel und Susten, durch Willigen. Zum Dorf gehört auch der Ortsteil Reichenbach bei Meiringen. Dort befindet sich die Privatklinik Meiringen, die aus dem ehemaligen Willigerbad (später Reichenbachbad) entstanden ist. Das Willigerbad wurde 1509 erstmals erwähnt.